# پوشپوک‌لادانی
پوشپوک‌لادانی (به مجاری: Püspökladány) در هایدو-بیهار در کشور مجارستان واقع شده‌است. جمعیت این شهر ۱۵٫۵۶۵ نفر است.